# Ист Каронделет (Илиноис)
Ист Каронделет (енгл. East Carondelet) град је у америчкој савезној држави Илиноис.

## Демографија
По попису из 2010. године број становника је 499, што је 232 (86,9%) становника више него 2000. године.
| Група             | 2000.       | 2010.       |
| Белци             | 247 (92,5%) | 427 (85,6%) |
| Афроамериканци    | 9 (3,4%)    | 47 (9,4%)   |
| Азијати           | 0 (0,0%)    | 2 (0,4%)    |
| Хиспаноамериканци | 0 (0,0%)    | 13 (2,6%)   |
| Укупно            | 267         | 499         |